# Modulação de comportamento
Modulação de comportamento consiste na capacidade de orientação, modificação ou modulação comportamental que um indivíduo pode apresentar mediante a utilização de artefatos tecnológicos, sendo estes apresentando sugestões de assuntos, produtos e quaisquer outros interesses relacionados. Tal capacidade está relacionada diretamente a utilização de mídias sociais, implicando em manipulação por mídia (Media Manipulation). No entanto, existem outras formas de exercer tal influência, como por exemplo, conteúdo audiovisual e fonográfico.
É possível que outros indivíduos influenciem outros e o comportamento do influenciado seja modificado, porém o indivíduo influenciador provavelmente teve seu comportamento modificado por algum elemento com tal habilidade (livros, programa televisivo, experiência de vida, entre outros).

## Contexto histórico
O comportamento humano é objeto de estudo do homem desde o século XIX e tornou-se assunto central do chamado behaviorismo, cujo termo foi inaugurado em 1913 pelo americano John B. Watson. A ideia central do behaviorismo é acreditar ser possível existir uma “ciência do comportamento” e, apesar de haver divergências entre behavioristas, muitos acreditam que essa ciência é a psicologia. Uma vez que a maioria dos behavioristas passam a chamar a ciência do comportamento de análise do comportamento, pode-se dizer que o behaviorismo é um conjunto de ideias sobre essa ciência, ou seja, a filosofia da ciência. E como filosofia do comportamento, ele busca explicar por que agimos conforme agimos, fazemos o que fazemos e o que devemos ou não fazer.
Em tempos onde havia pouco acesso a informação, tratando-se dos primórdios do século XX, no qual os meios de obtenção de informação eram o rádio, jornais e livros, a modulação do comportamento não tinha necessariamente um viés de monetização, mas de forma política. Com o advento do que seria o computador em meados da segunda metade do século XX, instaurou-se o início da era da informação.
Com o avanço da tecnologia e o surgimento das mídias sociais, e o consequente aumento da adesão a elas, é possível observar uma série de vantagens e desvantagens em relação ao uso constante dessas ferramentas. Suas desvantagens, porém, podem trazer efeitos devastadores à sociedade, como por exemplo o vazamento de dados recente ocorrido no Brasil, onde mais de 220 milhões de brasileiros tiveram seus números de CPF divulgados.
Percebeu-se, então, que a adesão e troca de informações era um número substancial e que se podia lucrar com tais mídias, modulando o comportamento do usuário mediante propaganda direcionada ao analisar os dados obtidos dos próprios usuários culminando em uma nova forma de alterar o comportamento de uma pessoa ao ponto de mantê-la "presa" ao seu dispositivo, o que significa mais lucro. De acordo com Machado (2019), os dados, em linhas gerais, se tornaram uma grande fonte de riqueza sendo até mesmo comparado ao petróleo, no ponto de vista de grandes empresas da área de tecnologia da informação, notado por volta de sete anos atrás. Já Aquino (2013) diz que não se pode celebrar que haja tanta informação se ainda não sabemos como lidar com elas.
Uma característica marcante das mídias atuais é o vínculo com a política. É evidente que houve uma significativa participação delas nas últimas eleições pelo mundo, sendo capaz até de induzir o voto em determinado candidato. Essa manipulação política não é algo recente, porém ela alcançou seu auge nos últimos anos. Conforme Gragnani (2017, a., online), a estratégia de manipulação eleitoral e da opinião pública nas redes sociais seria similar à usada por russos nas eleições americanas, e já existiria no Brasil ao menos desde 2012.
Dessa forma, podemos dizer que a modulação do comportamento pode influenciar as pessoas no modo de agir, pensar e até no modo de se vestir. Cria-se as demandas e orienta-se os costumes e hábitos de uma sociedade. Pode-se também influenciar decisões, pensamentos, ideias e crenças, a fim de dar credibilidade à informação que se deseja passar, sendo ela verdadeira ou não.

## Tipos de influências

### Modulação por mídia social
Esse tipo de modulação consiste em aplicações que ressaltam a vida pessoal, sentimentos, popularidade, entre outros. Assim, deixando o indivíduo suscetível à influência e consequentemente a essa modulação, por exemplo, ao ver amigos realizando algo que a pessoa a ser influenciada goste, um amigo realize uma viagem que talvez o indivíduo queira também, tudo com intuito de monetizar, ou seja, ganhar dinheiro em cima dos dados que são fornecidos pela própria pessoa, no qual está a grande “galinha dos ovos de ouro” da empresas por trás dessas mídias.

### Modulação por experiência de vida
Já nesta modulação pode-se descrever várias situações, como por exemplo, a conquista de um emprego tão desejado que a pessoa fica com o comportamento disciplinado, feliz e realizado. Outro exemplo bastante comum é a traição, a pessoa fica tão frustrada que pode influenciar opiniões de outras pessoas e até mesmo ter ações diferenciadas, como por exemplo, consumo de bebidas alcoólicas, consumo de drogas ilícitas e assim por diante. É como se fosse o ligar de um interruptor dentro do cérebro da pessoa que passa a ter um comportamento diferenciado através da modulação ocasionada pelo trauma.

### Modulação por crença religiosa
A modulação de comportamento também sofre influência de fatores culturais e institucionais, como a religião, que pode afetar características individuais diversas. Diante da valorização da religiosidade, ela pode influenciar a forma como o indivíduo se comporta, consome e se relaciona em sociedade. Além disso, as crenças religiosas podem moldar o comportamento das pessoas em relação à política e economia, além da motivação pró-social com o desenvolvimento do comportamento altruísta.

### Modulação por mídia digital
As mídias digitais também podem exercer influência sobre aqueles que ao acessarem onde estão hospedados e se depararem com o mecanismo de interatividade construído, pode ter uma modificação em seu comportamento de alguma forma.

### Modulação por convívio em sociedade
Nesta modulação o indivíduo pode aderir a uma mudança de comportamento através observação de eventos, características e ações de uma pessoa ou um grupo, onde podem levar a mudança do influenciado a realizar o mesmo comportamento ou divergir do comportamento comum do ambiente social em que está inserido.

## Influenciadores

### Chat ou conversas
Existem aplicações de mensagens instantâneas (WhatsApp, Facebook Messenger, Telegram, entre outros) que permite a troca de informações por diversos formatos (textos, imagens, vídeos e assim por diante) no qual o conteúdo dessas mensagens pode implicar numa mudança comportamental mostrando que o indivíduo passou por uma modulação de comportamento.

### Mensagens trocadas
Esse tipo de influenciador é como uma espécie de "fofoca digital", pela qual alguma informação de caráter privado ou um grupo restrito é disponibilizado a um terceiro que recebe a informação é pode ter seu comportamento orientado para um outro viés. Normalmente a informação é recebida por mídia digital ou social e repassada por algum outro veículo que utiliza internet ou pessoalmente.

### Informações divulgadas
Diversos tipos de informações são divulgadas em variadas plataformas, como site de notícias por exemplo. O indivíduo ao acessar essas informações não procura saber a veracidade das mesmas, o que leva ao achismo e desinformação. As possibilidades de um indivíduo ter uma modulação comportamental deste influenciador é bem alta, no contexto da sociedade com muitas informações surgindo a cada instante de maneira extremamente acessível.

### Influenciadores digitais
Influenciador Digital se tornou uma nova profissão. Usualmente essas pessoas costumam expor suas opiniões políticas, sobre um determinado assunto do cotidiano, seu dia a dia, entre outras atividades. O principal local de exposição são as mídias sociais ou digitais onde há um retorno financeiro. A modulação de comportamento começa acontecer quando acompanhar a rotina deste influenciador faz com determinada frequência, as mudanças podem ser várias, desde o consumo ou não de certos alimentos até pensamentos divergentes do senso comum.

## Modulação de Comportamento e Algoritmos

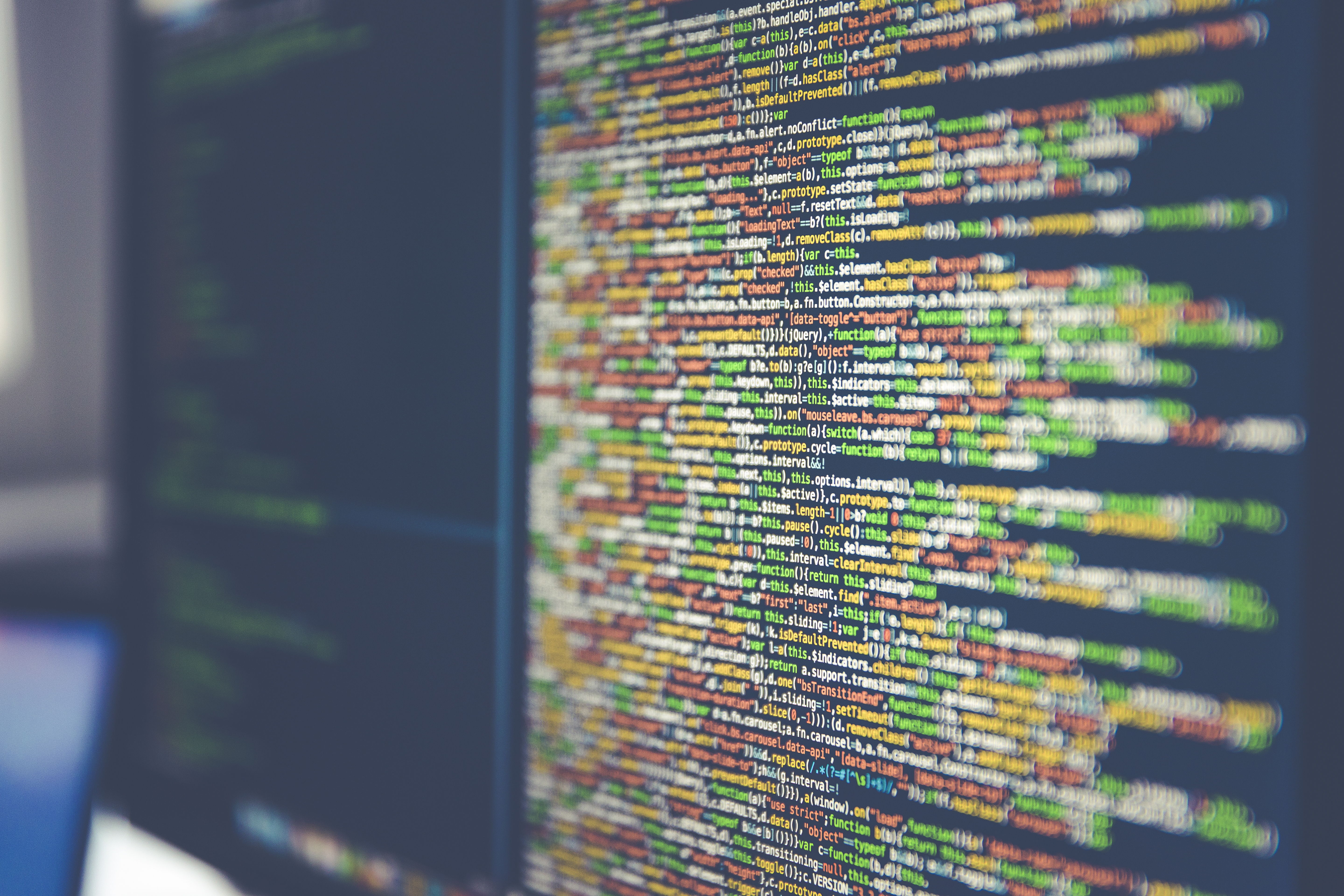
Aplicação de Algoritmo

Após o ano 2000, tanto a capacidade dos computadores quanto a quantidade de dados armazenados na rede cresceram exponencialmente e são os algoritmos que definem quais informações e as que são relevantes e as que não precisam ser exibidas. Porém os algoritmos também possibilitam a coleta e análise massiva de dados, o que os tornou tecnologia essencial para o modelo de negócios das principais plataformas digitais utilizadas nos últimos anos. Como as mídias sociais já são principal fonte de informação de grande parte da população conectada as pesquisas da área de tecnologia e sociedade estão cada vez mais interessadas nos algoritmos que controlam o fluxo de informação.
O Facebook, plataforma digital mais utilizada por brasileiros, armazena mais de 300 petabytes de dados do usuário que são utilizados para, além de filtrar conteúdo, atingir os objetivos do mercado publicitário, responsável por 92% da receita da empresa em 2014.
Nesse contexto, surge a definição de capitalismo de vigilância, usando técnicas como data mining e profiling na sua centralidade, uma nova forma de capitalismo informacional que visa prever e modificar o comportamento humano como forma de produzir receita e controle de mercado. O Google é visto como pioneiro nessa forma de extrair valor da coleta e análise massiva de dados com intuito preditivo e performativo, e seu modelo de negócio é a base do sistema econômico definido como capitalismo de vigilância. O perfil do usuário pode ser descrito como “um conjunto de traços que não concerne a um indivíduo específico, mas sim expressa relações entre indivíduos, sendo mais interpessoal do que intrapessoal”, ou seja, os perfis são simulações de identidades e padrões estimativos que antecipam potencialidades – sejam elas de consumo, econômicas, comportamentais, entre outras. Assim o principal objetivo para a sua criação é “usar um conjunto de informações pessoais para agir sobre similares”. Com base na ideia foucaultiana de que o poder está diretamente ligado à produção de verdade e ao saber, é possível afirmar que as grandes plataformas de mídias sociais, como o Facebook, possuem um saber e um poder enorme sobre os usuários que interagem por meio delas. Esse poder só é possível a partir da coleta massiva de dados possibilitada pelas tecnologias cibernéticas utilizadas pela empresa, e o valioso saber que resulta dessas práticas é protegido em seus bancos de dados e em patentes registradas.
Uma das características da modulação é a possibilidade de criar um espaço para o individual, dar a sensação de liberdade para o indivíduo enquanto o mantém em um ambiente restrito. Foucault, ao estudar o poder disciplinar, enxerga a liberdade como condição de relações de poder. As dinâmicas de uso propostas pelas plataformas de mídias sociais como o Facebook parecem potencializar o paradoxo da liberdade controlada. Elas oferecem ambientes onde o usuário é incentivado a compartilhar, mas só recebe a informação que uma série de algoritmos decidiu ser mais relevante para ele.

## Motivações
São diversos os motivadores que levam à modulação do comportamento da sociedade. Existem atores cujo interesse é apenas divulgar seus produtos e/ou serviços, através da propaganda virtual. Outros, são influenciadores que desejam ampliar sua audiência. Enquanto os mais engajados politicamente podem espalhar as chamadas “fake news” (notícia falsa) por motivos ideológicos, por lucro ou com intuito de manipular a opinião pública.

### Ideológica
Os grupos que buscam modular o comportamento da sociedade por motivos ideológicos possuem em comum algumas características, como por exemplo: forte senso de ativismo liberal, conservadorismo, desdém pelo multiculturalismo e imigração, antipatia aos movimentos feministas e de igualdade de gênero, promoção do nacionalismo, tendência a construção de teorias da conspiração, dentre outros. Vale salientar que essa motivação vem ganhando força nos últimos anos com a polaridade política ao redor do mundo.

### Financeira
Em outros casos, a motivação para a prática da modulação de comportamento é financeira. É possível observar, por exemplo, diversos websites e páginas em redes sociais divulgando e indicando produtos que seus criadores e administradores jamais experimentaram. Além disso, algumas dessas páginas são administradas por pessoas que se dizem apartidárias, mas que foram capazes de perceber o potencial lucrativo de se falar bem ou mal de determinados políticos num cenário completamente polarizado.

### Status social
Usuários podem também buscar o status social, a fama e a atenção nas mídias sociais, como é o caso de alguns dos chamados “influenciadores digitais”. O objetivo é fazer com que seus seguidores usem os produtos que eles usam, usem expressões e gírias criadas por eles e compartilhem seu conteúdo, pois o importante, nesse caso, é o alcance atingido dentro da rede. Quanto mais pessoas atingidas, melhor.

## As "tropas cibernéticas" e a modulação de comportamento

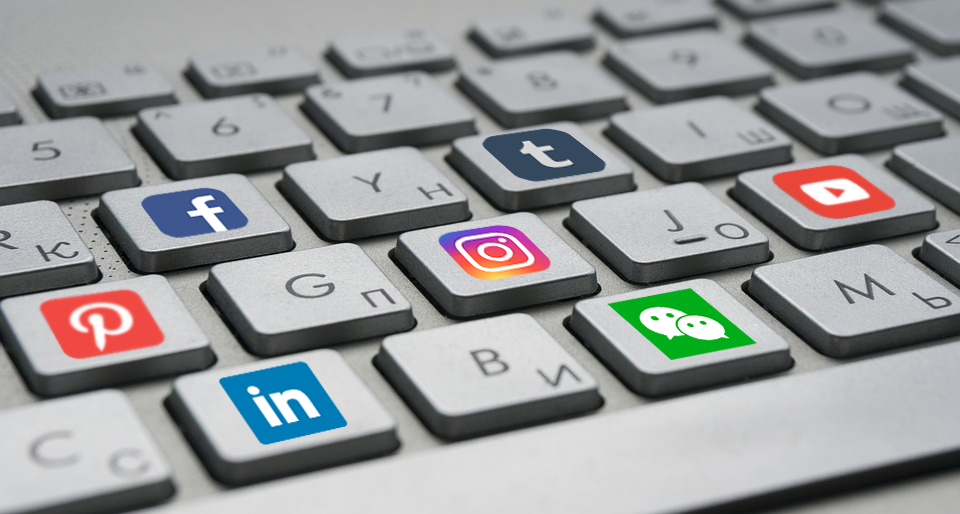
Mídias sociais são utilizadas pelas Cyber Troops

Cyber troops (em tradução livre, tropas cibernéticas), é definido por Bradshaw e Howard (2019) como atores do governo regente ou partido(s) político(s) encarregados de manipular a opinião pública dos que estão conectados na rede mundial de computadores (online). Basicamente, é utilizada propaganda computacional (segundo Woolley e Howard (2017), trata-se do “uso de algoritmos, automação e curadoria humana com a intenção de disseminar informações enganosas”) para moldar as atitudes públicas através das mídias sociais. Em 2019, foi constatado que as mídias sociais mais utilizadas para a utilização das tropas cibernéticas foram o Facebook e o Twitter.
O conhecimento para treinamento de tropas cibernéticas pode ser obtido em outros países, caso o país interessado não o tenha. A difusão desse conhecimento foi confirmada em alguns países: Myanmar recebeu treinamento da Rússia, o Sri Lanka obteve treinamento na Índia e a Etiópia enviou equipes para serem treinadas na China.
Conforme Bradshaw e Howard (2019),  o uso de mensagens pelas tropas cibernéticas com valências diferentes, isto é, como um evento, mensagem ou outra coisa pode ser atrativo ou não, para quem está online, possui variadas estratégias de engajamento, sendo elas: (1) espalhar propaganda pró-governo ou pró-partido; (2) atacar a oposição ou montar campanhas de difamação; (3) distrair ou desviar conversas ou críticas para longe de questões importantes; (4) promover divisão e polarização e (5) suprimir a participação por meio de ataques pessoais ou assédio. Os países que utilizaram todas essas estratégias citadas foram a Bósnia e Herzegovina, Brasil, Hungria e os Estados Unidos.
A modulação de comportamento com a ação das tropas cibernéticas gera um impacto extremamente negativo na sociedade, na qual as mídias sociais deveriam ser um ambiente de liberdade e democracia, acabaram se tornando um meio de aumentar a desinformação, incitar a violência e diminuir a credibilidade na mídia e nas instituições democráticas.

## Implicações na sociedade
A sociedade passou por uma das maiores mudanças que ninguém poderia imaginar, que foi a popularização das mídias digitais, sociais e informacionais. Com o avanço da Internet, possibilitou que os usuários não só se relacionem, mas também utilizem como uma fonte de pesquisa, de notícias, interatividade e assim por diante. Isso não traz só o acesso à informação, mas a capacidade de qualquer usuário possa produzir ou modificar. Assim, com essa mudança tecnológica, muitas pessoas ficam suscetíveis à modulação de comportamento, influenciando não só a si mesmo, mas também tudo ao seu redor. Essa modulação acontece de forma gradual e imperceptível.
Pessoas que passaram por algum processo de modularização de comportamento ficam mentalmente fragilizadas e suscetíveis a novas sugestões. O que pode implicar em ações não compatíveis a sociedade que o indivíduo está inserido, como por exemplo, momentos de fúria, manifestações, assassinatos e até mesmo ações que podem causar guerras civis, militares, econômicas, entre outras. Sendo os mais afetados por esse tipo de modulação, crianças e adolescentes em idade escolar.
Com a era digital, as empresas tecnológicas tentam cada vez mais atrair seus usuários com informações, tendências, políticas entre outros fatores, para prender a atenção e fazer com que seus dados se tornem um negócio rentável e ao mesmo tempo viciante. Empresas de mídias sociais são as que mais lucram com esse tipo de negócio, tornando a comunidade mais sensível ao se fazer o que nem se imaginava.
Com o grande aumento de pessoas “conectadas”, surgiram grandes impactos no modo de socializar, de realizar encontros sociais, de aprendizagens e até como proceder em alguma situação específica. Segundo Harris (2016)  relata em seu artigo maneiras de como grandes empresas como a Google, Facebook, Tinder,  entre muitas outras, fazem para realizar a modulação, como por exemplo, a “aprovação social”, muitas pessoas buscam esse tipo de aprovação , até mesmo chegam criar uma personalidade para essa aprovação, contudo, infelizmente, tem algumas que chegam até fazer coisas prejudiciais ao seu próprio corpo em busca da aprovação.  Outra é fazer com que a pessoa fique constantemente olhando o dispositivo, assim fazendo esquecer de fazer algo ou cuidar de si mesma, o propósito é que fique alienada.
No Brasil houve recentemente um impulso de modulação na área política, fazendo das redes sociais propagandas eleitorais, incentivando pessoas a realizar manifestações e mobilizações, com isso gerou grande repercussão na sociedade, até explodiu as famosas fake news gerando ao mesmo tempo a desinformação.
As redes sociais e a própria internet também ocasionaram alguns problemas, como por exemplo, o bullying, que afeta principalmente as crianças e adolescentes, que são atos de violência física ou psicológica, intencionais e repetidos, praticados por um indivíduo ou grupo de indivíduos causando dor e angústia, sendo executadas dentro de uma relação desigual de poder. Outro problema é crimes cibernéticos, que roubam dados pessoais, vídeos, mensagens para uso ilícito.